# Hemelytroblatta pilosella
Hemelytroblatta pilosella är en kackerlacksart som först beskrevs av Henri Saussure 1895.  Hemelytroblatta pilosella ingår i släktet Hemelytroblatta och familjen Polyphagidae.
Artens utbredningsområde är Etiopien. Inga underarter finns listade i Catalogue of Life.